# 自由 (1881年期刊)
《自由》（英語：Liberty）是一个19世纪的无政府市场社会主义和自由意志社会主义期刊。它由本杰明·塔克于1881年8月至1908年4月在美国出版。
它对美国个人无政府主义与市场社会主义哲学的发展和形式化产生了重要的影响。其刊登了以论文与文章发表作为形式的辩论。
该期刊的贡献者包括本杰明·塔克、萊桑德·斯波納、奥伯龙·赫伯特、戴尔·拉姆、约书亚·K·英格尔斯、约翰·亨利·麦凯、 维克多·亚罗斯、沃茲沃思·多尼索普、詹姆斯·L·沃克、J·威廉·劳埃德、伏爾泰琳·克蕾、史蒂文·T·罗宾顿、约翰·贝弗利、乔·拉巴迪和亨利·阿普尔顿。它的刊头引用了皮埃尔-约瑟夫·蒲鲁东的一句话：“自由不是秩序之女，而是秩序之母”。